# ويليام ميلنز مارسدن
كان ويليام هنري ميلنز مارسدن، الحاصل على وسام الإمبراطورية البريطانية (1873-1956)، محاميًا وجامعًا لطوابع البريد البريطاني، أُضيف إلى قائمة هواة جمع الطوابع المتميزين عام 1947. وكان قاضي صلح.

## هواية جمع الطوابع
كان ميلنز مارسدن خبيرًا في مجال جمع الطوابع في البوسنة، ونال عنه جوائز. ساهم في هذا المجال في كتاب كول بريفماركن-هاندبوخ. وكان نائب رئيس الجمعية الملكية لهواة جمع الطوابع في لندن.
كان ابنًا لـ و. هـ. مارسدن، الحاصل على وسام الإمبراطورية البريطانية، من ديربي، وتلقى تعليمه في مدرسة ريبتون.